# Marc Blanch
Marc Blanch Espinal (nacido el 12 de enero de 1982 en Badalona) es un jugador de baloncesto español que milita en las filas del Club Bàsquet Mollet de la Liga LEB Plata. Mide 1,95 metros, y juega en la posición de alero.

## Biografía
El jugador, de 1,95 metros de estatura y 34 años de edad, posee una gran capacidad para el tiro así como grandes fundamentos en ataque e intensidad a la hora de defender a un rival.
Blanch realizó una gran actuación en la temporada 2009-2010 con el conjunto balear de la Adecco Oro, anotando 14,1 puntos, 2,6 rebotes y 1,7 asistencias, además de 2 robos por partido para promediar un 14,2 de valoración en la segunda división del baloncesto nacional. Pero no sólo sus números son buenos. Sus porcentajes también son una carta de presentación para este jugador. Además de firmar un 36% en triples, posee un 89% de efectividad desde la línea de tiros libres.
Parte de la trayectoria de este jugador ha estado ligada al baloncesto en la zona del Levante. Formado en el CB Sant Josep de Badalona, ha pasado por equipos como Gandía, en LEB2; o Mataró, en liga EBA. Su salto a la LEB se produjo gracias al Basquet Inca, en el año 2005, donde ha ido progresando y creciendo como jugador hasta llegar a la ACB, de la mano de Asefa Estudiantes.
La temporada 2011-2012 regresa a la Adecco Leb Oro de la mano del Menorca Basquet. 
En 2012 es jugador del Bàsquet Club Andorra o River Andorra hasta 2015.
En 2015 firma con el Quesos Cerrato Palencia. Marc llega al equipo colegial procedente del MoraBanc Andorra con el que consiguió en la temporada 13/14 el ascenso a la Liga Endesa lo que le permitió volver a disputar la máxima competición española. 
Blanch es un jugador que destaca por su gran capacidad anotadora con tiros de media distancia o desde la línea de 6’75, sin olvidarnos de que se trata de uno de los exteriores más contrastados de la competición, con 9 temporadas en ligas LEB a sus espaldas.
En verano de 2017, vuelve al Club Bàsquet Prat en el que jugaría durante 5 temporadas (desde los 35 a los 40 años), alternando temporadas en Liga LEB Plata y Liga LEB Oro.
El 3 de agosto de 2022, firma por el Club Bàsquet Mollet de la Liga LEB Plata donde promedia 10 puntos por partidos y 2 asistencias para 10 de valoración media, pero no se logra la permanencia deseada.
La 23-24 juega su última temporada en el CB Mollet, ya en Liga EBA, donde continua a un grandísimo nivel a sus 42 años y logran meterse en la fase play-off de ascenso a Leb Plata aunque no consiguen el ascenso.